# سانبری (کارولینای شمالی)
سانبری (به انگلیسی: Sunbury) یک محدوده ثبت‌نشده در شهرستان گیتس ایالت کارولینای شمالی کشور ایالات متحده آمریکا است که جمعیت آن در سرشماری سال ۲۰۱۰ میلادی، ۲۸۹ نفر بوده‌است.